# Roberto Rajčev
Roberto Rajčev (in bulgaro Роберто Райчев?; Sofia, 27 dicembre 2005) è un calciatore bulgaro, attaccante dello Slavia Sofia.

## Biografia
Figlio dell'ex calciatore Ilija Iliev, è stato chiamato Roberto in onore di Roberto Mancini.

## Carriera

### Club
È cresciuto nel settore giovanile dello Slavia Sofia ed ha debuttato in prima squadra il 19 febbraio 2023 nell'incontro di Părva profesionalna futbolna liga perso 2-1 contro il Ludogorec. Ha segnato il suo primo gol il 6 giugno seguente nella partita vinta 2-0 contro il Lokomotiv Sofia.

### Nazionale
Fra il 2016 ed il 2017 ha giocato con le nazionali giovanili bulgare Under-17 ed Under-21.

## Statistiche

### Presenze e reti nei club
Statistiche aggiornate al 25 febbraio 2025.
| Stagione        | Squadra         | Campionato      | Campionato | Campionato | Coppe nazionali | Coppe nazionali | Coppe nazionali | Coppe continentali | Coppe continentali | Coppe continentali | Altre coppe | Altre coppe | Altre coppe | Totale | Totale | Totale |
| Stagione        | Squadra         | Comp            | Pres       | Reti       | Comp            | Pres            | Reti            | Comp               | Pres               | Reti               | Comp        | Pres        | Reti        | Pres   | Reti   |        |
| --------------- | --------------- | --------------- | ---------- | ---------- | --------------- | --------------- | --------------- | ------------------ | ------------------ | ------------------ | ----------- | ----------- | ----------- | ------ | ------ | ------ |
| 2022-2023       | Slavia Sofia    | 1L              | 4          | 1          | CB              | 0               | 0               | -                  | -                  | -                  | -           | -           | -           | 4      | 1      |        |
| 2023-2024       | Slavia Sofia    | 1L              | 22         | 1          | CB              | 1               | 0               | -                  | -                  | -                  | -           | -           | -           | 23     | 1      |        |
| 2024-2025       | Slavia Sofia    | 1L              | 12         | 0          | CB              | 1               | 0               | -                  | -                  | -                  | -           | -           | -           | 13     | 0      |        |
| Totale carriera | Totale carriera | Totale carriera | 38         | 2          |                 | 2               | 0               |                    | -                  | -                  |             | -           | -           | 40     | 2      |        |